# Adolfo Gonzales Chaves partido
Adolfo Gonzales Chaves egy partido (körzet) Argentínában, Buenos Aires tartományban. Székhelye Adolfo Gonzales Chaves.

## Települések
Városok (Localidades )
| - Adolfo Gonzales Chaves | - De la Garma |

Falvak ( Parajes)
| - Juan Eulogio Barra - Vásquez | - Paraje Álzaga - Paraje Pedro Próspero Lasalle |  |

## Népesség
| Népesség | 13.239 | 12.799 | 13.163 | 12.808 | 12.747 | 12.037 |
| Változás | -      | -3,32% | +2,84% | -2,69% | -0,47% | -5,57% |